# Weberstraße 24 (Quedlinburg)

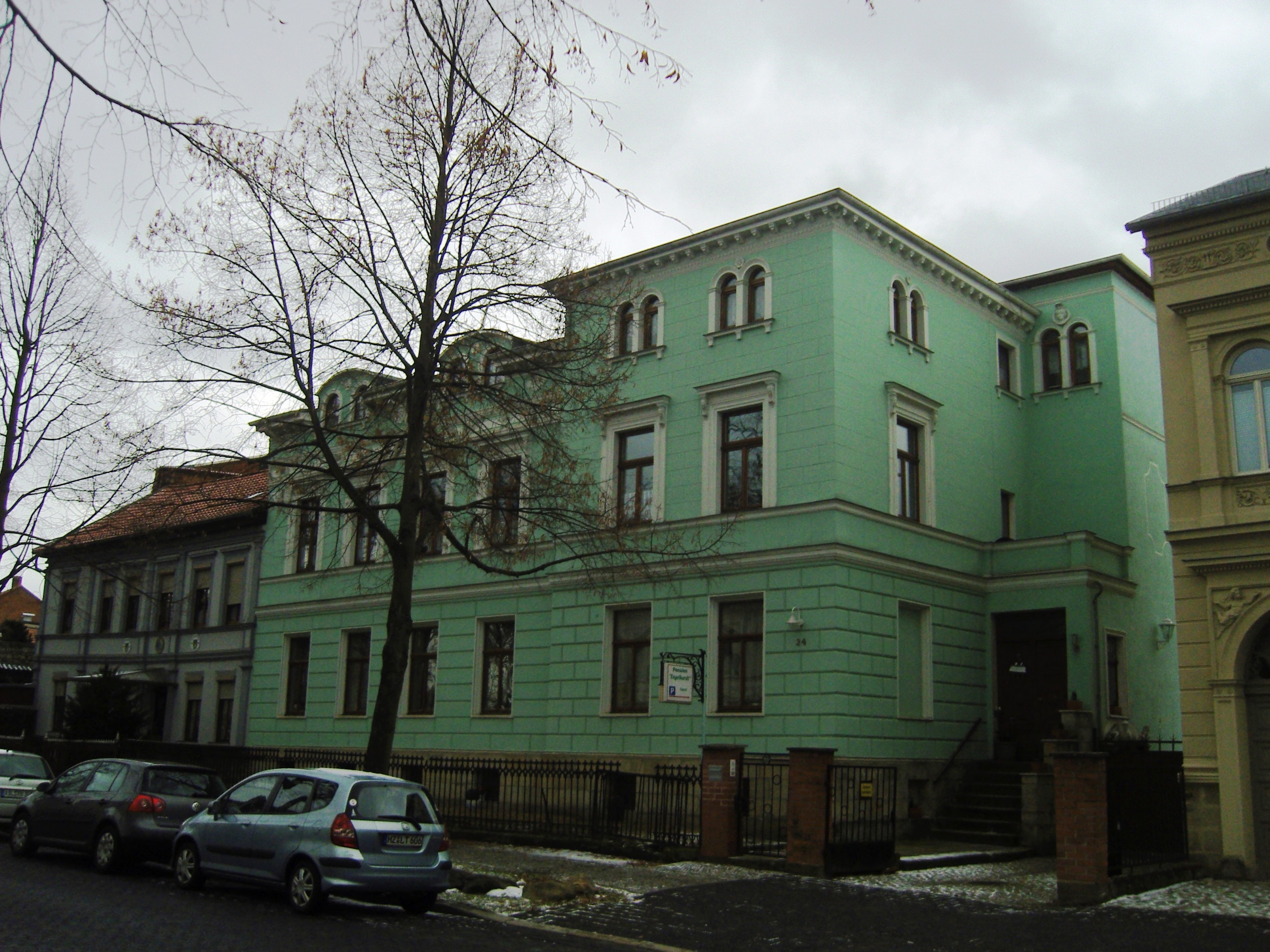
Haus Weberstraße 24

Das Haus Weberstraße 24 ist ein denkmalgeschütztes Gebäude in der Stadt Quedlinburg in Sachsen-Anhalt.

## Lage
Es befindet sich im nördlichen Teil der historischen Quedlinburger Neustadt. Im Quedlinburger Denkmalverzeichnis ist es als Villa eingetragen. Südlich grenzt das gleichfalls denkmalgeschützte Haus Weberstraße 23 an.

## Architektur und Geschichte
Das in massiver Bauweise errichtete, zur Bauzeit zunächst freistehende Gebäude, entstand im dritten Viertel des 19. Jahrhunderts in spätklassizistischem, monumental wirkendem Stil. Die Putzfassade ist in den beiden Stockwerken unterschiedlich gestaltet. Der Treppenturm des Hauses sowie der Quertrakt verfügen über einen Drempel.
Die eiserne Einfriedung des Vorgartens ist in neogotischem Stil gefertigt.